# Unterer Herrenhof (Korbach)
Der Untere Herrenhof war ein als Verwaltungssitz der Grafen und Fürsten von Waldeck dienender Hof in der Altstadt von Korbach im nordhessischen Landkreis Waldeck-Frankenberg. Er lag unmittelbar östlich unterhalb der Nikolaikirche. Auf dem Gelände des Anwesens, begrenzt von der heutigen Unterstraße, der Nikolaistraße und der Professor-Bier-Straße, befanden sich die Landkanzlei, eine Zehntscheune und ein Fruchthaus. Heute stehen keine historischen Bauteile des Kanzleisitzes mehr auf dem Gelände, aber es wird noch immer „Unterer Herrenhof“ genannt.

## Geschichte
Erste bekannte Eigentümerin der einstigen Hofanlage soll 1475 eine Familie (von) Winter gewesen sein. Um die Mitte des 16. Jahrhunderts kam das Anwesen an Eitel Wolff von Gudenberg (den Jüngeren), der in zweiter Ehe Margarethe Agnes Spiegel zum Desenberg geheiratet hatte und daraufhin diesen Hof erbte. Am 11. April 1564 verkaufte er den Hof an Philipp V. (1519/20-1584), einen jüngeren Halbbruder des regierenden Grafen Wolrad II. von Waldeck-Eisenberg. Der Hof wurde in der Folge „Unterer Herrenhof“ genannt, während die etwas weiter nordwestlich an der Stadtmauer gelegene Stadtburg der Waldecker Grafen daher nun als der „Obere Herrenhof“ bezeichnet wurde. Zu einem bisher unbekannten Zeitpunkt zwischen 1564 und 1573 verkaufte Philipp das Anwesen an seinen jüngeren Bruder Franz, und am 2. Dezember 1573 veräußerte Franz, mit Philipps Zustimmung, den Hof für 460 Taler seinem Halbbruder, dem Grafen Wolrad II.
Im Jahre 1592 kam es zum Streit zwischen der Stadt und dem Grafenhaus: Bürgermeister und Rat der Stadt erklärten, dass der gräflichen Familie, die bis dahin für ihre Korbacher Besitzungen Steuerfreiheit genossen hatte, auf dem Unteren Herrenhof keinerlei besondere Privilegien, keine Steuerfreiheit und auch keine eigene Gerichtshoheit zustände, da dieser Hof ehemals ein bürgerlicher gewesen sei. Ob die Stadt in diesem Streit obsiegte, ist zweifelhaft, denn die überlieferten Kataster registrieren bis in die Mitte des 19. Jahrhunderts keine städtischen Steuern auf den Hof.
Etwa ab dieser Zeit befanden sich die Kanzlei und Registratur auf dem Unteren Herrenhof. 1654 wurde für die Grafschaft Waldeck und die inzwischen an das Haus Waldeck gefallene Grafschaft Pyrmont eine für beide Landesteile zuständige Samt- und Landkanzlei gebildet, bestehend aus einem Direktor und drei Räten und angesiedelt auf dem Unteren Herrenhof; sie war obere Verwaltungsbehörde und vor allem Gerichtsinstanz. 1655 wurde im Süden der Hofanlage eine Zehntscheune errichtet, die 1743 und 1790 renoviert wurde. Nachdem die Eisenberger Linie der Grafen mit Georg Friedrich 1692 ausgestorben war, verlegte Graf Christian Ludwig die Samt- und Landkanzlei 1696 nach Mengeringhausen. 1756/57 wurde ein neues Frucht- und Lagerhaus gebaut.

## Ende
Das alte Kanzleihaus, das weiterhin amtlich genutzt worden war, wurde 1805/06 wegen Baufälligkeit abgerissen und durch ein neues Fachwerkhaus ersetzt, in dem das Amt Eisenberg, ab 1814 das Oberamt des Eisenbergs, 1816 das daraus hervorgegangene Oberjustizamt des Eisenbergs und zuletzt ab 1850 das Kreisamt des neu gebildeten Kreises des Eisenbergs mit der Wohnung des Kreisamtmanns Unterkunft fanden. 1907 zog diese Behörde in ein neues Gebäude in die Prof.-Bier-Straße um und die alte Landkanzlei (heute Unterstraße 3) wurde 1908 von der Fürstlichen Domanialverwaltung an einen Privatmann verkauft. Das Fruchthaus an der Nordseite des Hofs, das ab 1850 als Gerichtsgefängnis diente, wurde 1908 an den gleichen Käufer veräußert. Es wurde 1925/26 abgetragen und die Steine wurden 1929 zum Bau eines neuen Hauses verwandt (heute Unterstraße 1). Die Zehntscheune an der Nikolaistraße wurde bereits 1897 verkauft, zum Backhaus einer benachbarten Bäckerei umgebaut und 1966 abgerissen; heute befindet sich an der Stelle ein Raumausstattungsgeschäft (Nikolaistraße 4).